# 国際連合安全保障理事会決議112
国際連合安全保障理事会決議112（こくさいれんごうあんぜんほしょうりじかいけつぎ112、英: United Nations Security Council Resolution 112）は、1956年2月6日に国際連合安全保障理事会で採択された決議である。この決議はスーダンの国際連合への加盟申請について議論した上で国際連合総会へ加盟承認を勧告したものであり、全会一致で採択された。